# 한궁추
한궁추(漢宮秋)는 원대의 희곡이다.
마치원(馬致遠＝3세기 후반) 작품이다. 호는 동리(東籬)이다. 한나라 왕소군(王昭君)의 고사를 소재로 한 비극으로서 작자는 원곡작가 중 굴지의 문채파(文彩派)이다. 특히 본곡 중 막북(漠北＝외몽고) 땅으로 강제로 시집가는 왕소군을 향한 원제(元帝)의 절절한 애석의 정을 엮은 제3절과 한궁(漢宮)의 상공을 배회하는 외기러기 소리에 왕소군을 그리워하며 홀로 체읍(啼泣)하는 제4절은 원곡의 대표적 명문으로서 정평이 있다. 본곡에 흐르는 통절한 감정은 당시 원조 지배하에 있던 한민족의 비애를 반영시킨 것이라고 할 수 있다.